# NGC 3516
NGC 3516 is een lensvormig sterrenstelsel in het sterrenbeeld Grote Beer. Het hemelobject werd op 3 april 1785 ontdekt door de Duits-Britse astronoom William Herschel.

## Synoniemen
- UGC 6153
- MCG 12-11-9
- ZWG 334.11
- IRAS11033+7250
- PGC 33623